# Pierdonato Cesi († 1586)
Pour les articles homonymes, voir Pierdonato Cesi.

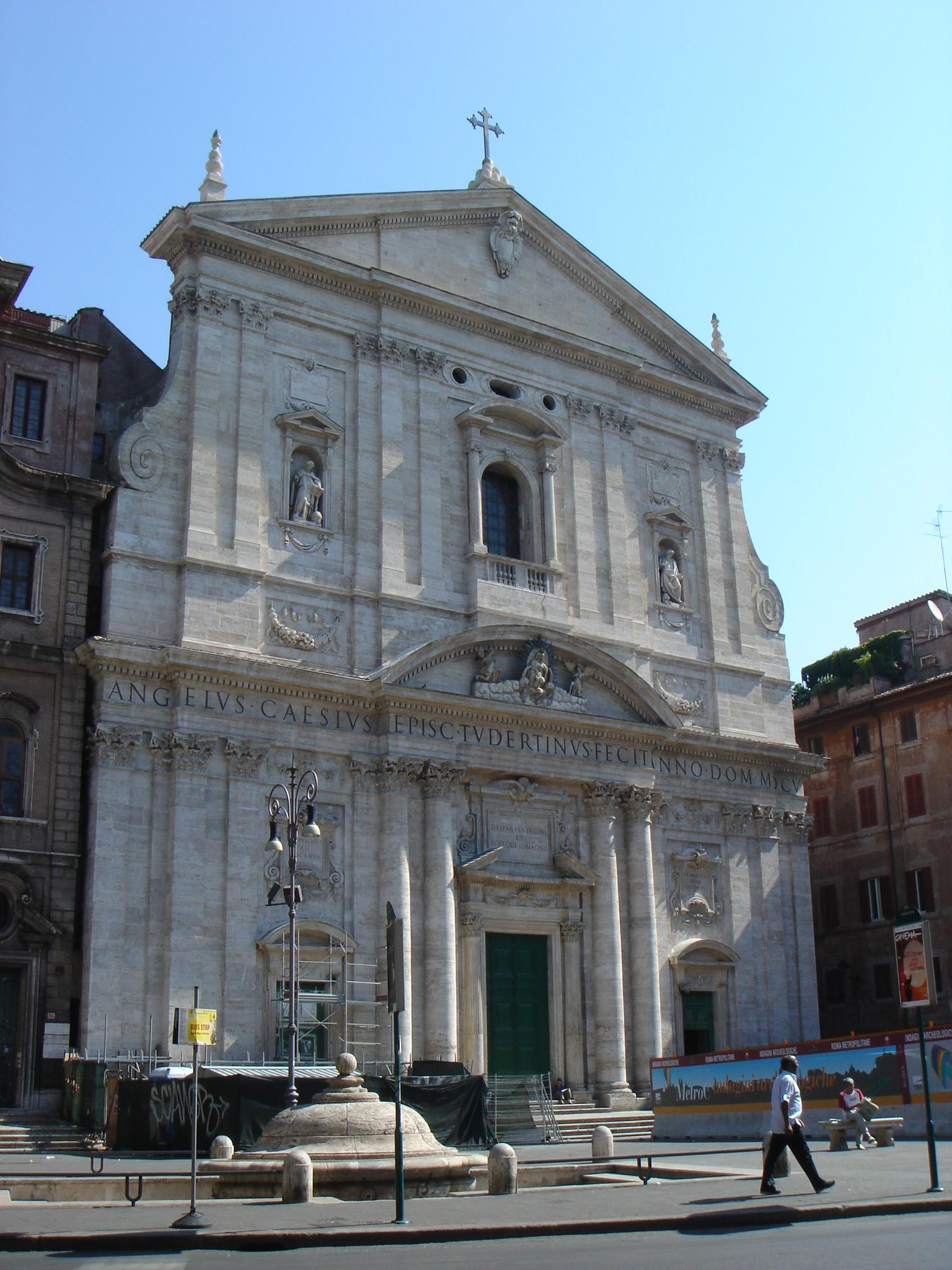
Chiesa nuova

Pierdonato Cesi, seniore (né à Rome, alors dans les États pontificaux, probablement en 1522 et mort à Rome, le 29 septembre 1586) est un cardinal italien du XVIe siècle. D'autres cardinaux de la famille sont Paolo Emilio Cesi (1517), Federico Cesi (1544), Pierdonato Cesi, iuniore (1641) et Bartolomeo Cesi (1596).

## Biographie
Pierdonato Cesi étudie à l'université de Ferrare et à celle de Bologne. Après ses études il entre à la cour du cardinal Federico Cesi et il est référendaire au tribunal suprême de la Signature apostolique.
Il est nommé administrateur de Narni en 1546. Il participe au Concile de Trente, est gouverneur et président de Romagne, vice-légat à Bologne, gouverneur de Civitavecchia, gouverneur de Bologne et clerc à la chambre apostolique.
Il est créé cardinal par le pape Pie V lors du consistoire du 17 mai 1570.
Le cardinal Cesi participe au conclave de 1572, lors duquel Grégoire XIII est élu pape et à celui de 1585 (élection de Sixte V).
Après ce dernier conclave, il se consacre à restaurer le  Palais Cesi, qu'il a acheté en 1565, confiant la tâche à l'architecte lombard  Martino Longhi il Vecchio.
Pierdonato Cesi, cardinal-prêtre de Sainte Anastasia, mourut le 29 septembre 1586, mais la mort du cardinal n'interrompit pas les travaux, qui furent terminés vers 1591.
Montaigne révèle dans son journal de voyage (page 363) que Pierdonato Cesi donna 70 000 écus à son neveu Paolo Emilio Cesi pour qu'il achète le marquisat de Riano. Celui-ci mourut en 1611, à Ancône, devenu duc de Celse.

## Sources
1. ↑  « Pierdonato Cardinal Cesi (Sr.) [Catholic-Hierarchy] », sur www.catholic-hierarchy.org (consulté le 29 août 2024)

- (it) Siège vacant
- Histoire du Plazzo Cesi
- Journal de voyages de Montaigne